# Almasny
Almasny  (russisch Алма́зный, jakutisch Алмазнай) ist eine Siedlung städtischen Typs in der Republik Sacha (Jakutien) mit 1527 Einwohnern (Stand 14. Oktober 2010).

## Geographie
Die Siedlung liegt an der Grenze von Lenaplateau und Wiljuiplateau, etwa 800 Kilometer Luftlinie westlich der Republikhauptstadt Jakutsk, an der Mündung des Ireljach in den Wiljui-Nebenfluss Otschtschugui-Botuobuja.
Almasny  gehört zum Rajon Mirny, von dessen Verwaltungszentrum Mirny es 20 Kilometer in ostsüdöstlicher Richtung entfernt ist. Zur Siedlung gehören die Ortsteile Berjosowka, 11 km westlich und Nowy, 5 km südlich gelegen.

## Geschichte
Der Ort wurde 1960, nach der Entdeckung von Diamantenvorkommen in dem Gebiet im Jahre 1954, als Wohnsiedlung für Bergarbeiter gegründet. Der heutige Ortsteil Nowy war bereits 1954 entstanden. 1962 wurde Almasny der Status einer Siedlung städtischen Typs verliehen. Der Ortsname ist vom russischen Wort almas für Diamant abgeleitet.

### Bevölkerungsentwicklung
| Jahr | Einwohner |
| ---- | --------- |
| 1970 | 2908      |
| 1979 | 1887      |
| 1989 | 1976      |
| 2002 | 1756      |
| 2010 | 1527      |

Anmerkung: Volkszählungsdaten

## Wirtschaft und Infrastruktur
Hauptwirtschaftszweig ist die Förderung von Diamanten aus Seifenlagerstätten im Flusstal des Ireljach mit Hilfe dreier spezieller großer, semistationärer Schwimmbagger (russ. draga).
Almasny liegt an der Straße A331 Wiljui, die heute Mirny und die Ortschaften am mittleren Wiljui mit der Republikhauptstadt Jakutsk verbindet, aber unter möglicher Einbeziehung der Straße von Mirny nach Lensk an der mittleren Lena als Anbindung an das südsibirische Straßennetz in der Oblast Irkutsk ausgebaut werden soll. Sechs Kilometer westlich des Ortes zweigt von dieser die Fernstraße Anabar ab, die zum nördlichen Diamantenfördergebiet um Aichal und Udatschny führt und in den äußersten Nordwesten der Republik Sacha zu den Flüssen Olenjok und Anabar verlängert werden soll.